# Белла, Стьепан
Стьепан Белла (словац. Stjepan Bella; 1880 — 1952) — словацкий инженер, преподаватель, специалист в области мелиорации и автор первого в Хорватии научного труда по теме орошения почвы.

## Биография
Стьепан Белла родился на севере Словакии в городе Липтовски Петер. Образование получил в Будапештском университете, где окончил строительный факультет. В 1907 году он занял пост директора водного кооператива в городе Дони-Михоляц. В самом начале 1920-х годов Белла начал публиковать свои статьи на гидротехническую тематику в хорватском журнале «Tehnički list», после чего он был приглашён на должность профессора в недавно открытую в Загребе Высшую техническую школу. Приняв предложение, Белла оставался в преподавательском штате вуза вплоть до 1941 года и за два десятка лет преподавательской деятельности зарекомендовал себя как видный специалист в области гидравлики и мелиорации, что подтверждалось неоднократным приглашением Стьепана Беллы в состав гидротехнической комиссии Королевства Хорватия и Славония для участия в многочисленных проектах по орошению почвы. На основе приобретённого в поле опыта, он написал несколько статей для журналов «Geodetski list» и «Poljoprivredni glasnik» и книгу «Melioracija tla» (с хорв. — «Орошение почвы»), ставшую первым в Хорватии научным трудом на эту тему.